# شیه جین
شیه جین (چینی: 谢晋؛ ۲۱ نوامبر ۱۹۲۳ – ۱۸ اکتبر ۲۰۰۸) کارگردان فیلم، فیلم‌نامه‌نویس و سیاستمدار بود. شیه در میان نسل‌های قدیمی‌تر چینی، کارگردان محبوبی بود و شش فیلم او در دوره‌های مختلف جوایز صد گل به عنوان بهترین فیلم انتخاب شدند. او تنها کارگردان چینی بود که تا به امروز عضو آکادمی علوم و هنرهای سینما و همچنین انجمن صنفی کارگردانان آمریکا بوده است. وی دانش‌آموختهٔ بخش نمایش مدرسه ملی تئاتر جیانگ‌آن در سی‌چوان است. وی در طول فعالیت هنری‌اش برندهٔ جوایزی همچون گوی بلورین، جایزه صد گل، جایزه خروس زرین و جایزه ساترلند شده است.
از جمله فیلم‌های وی می‌توان به جنگ تریاک اشاره کرد.